# 中国通信服務
中国通信服務有限公司（ジョングオトンシフーヨーシェングース:日本語読み:ちゅうごくつうしんふくむゆうげんこうし:英名 China Communications, SEHK: 552））は、中国電信集団傘下の通信インフラ大手会社である。
通信ネットワークなどのインフラストラクチャー建設、ネットワークの保守・点検、通信付加価値サービスを提供する。中国電信の兄弟会社。
06年に親会社が中国南部の6省・直轄市（上海市、広東省、福建省、海南省、湖北省、浙江省）の資産を注入する形で設立。
07年には江蘇省、湖南省、四川省など13省・直轄市・自治区の資産を追加取得した。
本社＝北京市西城区復興門南大街2号及乙5層